# Sewn
Sewn is een nummer van de Britse band The Feeling uit 2006. Het is de eerste single van hun debuutalbum Twelve Stops and Home.
Het nummer haalde in het Verenigd Koninkrijk de 7e positie. Verder haalde het nummer in Nederland, Vlaanderen, Duitsland, Oostenrijk, Italië en Portugal de hitlijsten. In de Nederlandse Top 40 haalde het een bescheiden 23e notering, in Vlaanderen haalde het de 9e positie in de Tipparade.